# Haematopota keralaensis
Haematopota keralaensis är en tvåvingeart som beskrevs av Kapoor, Grewal och Sharma 1991. Haematopota keralaensis ingår i släktet Haematopota och familjen bromsar.
Artens utbredningsområde är Kerala (Indien). Inga underarter finns listade i Catalogue of Life.